# Auxella
Auxella, antiga possessió de Selva, situada entre el comellar d'Infern, Son Muntaner i el forn d'en Blai. Al nord té el puig de la Bisbal. En el Llibre del Repartiment consta com Axila (1232) i, a partir de 1367, com Urxella.